# Hyposoter nigrolineatus
Hyposoter nigrolineatus är en stekelart som först beskrevs av Henry Lorenz Viereck 1912.  Hyposoter nigrolineatus ingår i släktet Hyposoter och familjen brokparasitsteklar. Inga underarter finns listade i Catalogue of Life.